# David Wilkie (nuotatore)
David Andrew Wilkie (Colombo, 8 marzo 1954 – 22 maggio 2024) è stato un nuotatore britannico.

## Biografia
Specializzato nella rana, vinse la medaglia d'oro nei 200 m rana ai Giochi olimpici di Montreal 1976. Fu primatista mondiale nei 200 m rana e 200 m misti. Divenne uno dei Membri dell'International Swimming Hall of Fame.

## Palmarès
- Olimpiadi
  - Monaco 1972: argento nei 200 m rana.
  - Montreal 1976: oro nei 200 m rana e argento nei 100 m rana.
- Mondiali
  - 1973 - Belgrado: oro nei 200 m rana e bronzo nei 200 m misti.
  - 1975 - Cali: oro nei 100 m e 200 m rana.
- Europei
  - 1974 - Vienna: oro nei 200 m rana e 200 m misti, argento nella staffetta 4x100 m misti.
- Giochi del Commonwealth
  - 1970 - Christchurch: oro nei 200 m rana e 200 m misti, argento nei 100 m rana (per la  Scozia).
  - 1974 - Edimburgo: bronzo nei 200 m rana (per la  Scozia).